# ديفيد ويني
ديفيد ويني (بالإنجليزية: David Winnie)‏ هو لاعب كرة قدم بريطاني، ولد في 26 أكتوبر 1966 في غلاسكو في المملكة المتحدة. شارك مع منتخب اسكتلندا تحت 21 سنة لكرة القدم. أما مع النوادي، فقد لعب مع ناتدبيرنوفيلاغ ريكيافيكور ونادي آير يونايتد ونادي أبردين ونادي دندي ونادي سانت ميرين ونادي ميدلزبره وهارت أوف ميدلوثيان.

## وصلات خارجية
- ديفيد ويني على موقع قاعدة بيانات كرة القدم.إي يو (الإنجليزية)
- ديفيد ويني على موقع عالم كرة القدم.نت (الإنجليزية)